# Dekanat orszański rejonowy I
Dekanat orszański rejonowy I – jeden z dwudziestu jeden dekanatów wchodzących w skład eparchii witebskiej i orszańskiej Egzarchatu Białoruskiego Patriarchatu Moskiewskiego.
Dziekanem jest jerej Wadim Kotow.

## Parafie w dekanacie[1]
- Parafia Przemienienia Pańskiego w Baraniu
  - Cerkiew Przemienienia Pańskiego w Baraniu
- Parafia św. Paraskiewy Piątnickiej w Kopysiu
  - Cerkiew św. Paraskiewy Piątnickiej w Kopysiu
- Parafia Przemienienia Pańskiego w Smolanach
  - Cerkiew Przemienienia Pańskiego w Smolanach